# Graham Wardle
Graham Wardle (6 de septiembre de 1986) es un actor canadiense, reconocido principalmente por su papel en la serie canadiense Heartland, donde interpretaba a Ty Borden.

## Vida
Nació en Mission (Columbia Británica), y se crio en Vancouver, donde vive actualmente. 

## Carrera
Ha tenido papeles protagonistas en algunas de las series más populares de la televisión como The X-Files, The Sentinel, Más allá del límite, Supernatural y The New Addams Family. Antes de actuar en Heartland, era más conocido por su papel en In the Land of Women. En la temporada 14 de Heartland su personaje de Ty Borden fallece, esto aclara que el actor decidió abandonar la serie en el 2021.
- Datos: Q3113275
- Multimedia: Graham Wardle / Q3113275